# Pselliophora invenustipes
Pselliophora invenustipes är en tvåvingeart som beskrevs av Alexander 1932. Pselliophora invenustipes ingår i släktet Pselliophora och familjen storharkrankar. Inga underarter finns listade i Catalogue of Life.